# Villeneuve-sur-Auvers
Villeneuve-sur-Auvers is een gemeente in het Franse departement Essonne (regio Île-de-France) en telt 631 inwoners (2005). De plaats maakt deel uit van het arrondissement Étampes.

## Geografie
De oppervlakte van Villeneuve-sur-Auvers bedraagt 7,1 km², de bevolkingsdichtheid is 88,9 inwoners per km².
De onderstaande kaart toont de ligging van Villeneuve-sur-Auvers met de belangrijkste infrastructuur en aangrenzende gemeenten.

## Demografie
Onderstaande figuur toont het verloop van het inwonertal (bron: INSEE-tellingen).